# 中国数学会
中国数学会（英語：Chinese Mathematical Society）は中華人民共和国における数学の発展を主な目標とする学術組織。中国科学技術協会に所属している。現会員はおよそ50000名。

## 歴史
1935年に上海にて設立。同年7月25日から27日にかけて交通大学の図書館で初の会合が開かれ、熊慶来・陳建功・蘇歩青らが出席した。
本部は上海亜爾培路（現陝西南路）533号中国科学社に置かれたが、1949年に北京にある中国科学院数学研究所へ移った。

## 出版物
期刊：
- 《数学学報》
- 《Acta Mathematica Sinica》（English Series）
- 《応用数学学報》
- 《Acta Mathematical Applicatae Sinica》（English Series）
- 《数学進展》
- 《数学的実践与認識》
- 《応用概率統計》
- 《数学通報》
- 《中学生数学》
- 《中等数学》